# Bonandam
Bonandam est un village de la Région du Littoral au Cameroun, situé dans la commune de Njombé.

## Population et développement
En 1967, la population de Bonandam était de 160 habitants, essentiellement des Bonkeng. Lors du recensement de 2005, elle était de 163 habitants.